# Jan Wienese
Henri Jan Wienese (Amsterdam, 4 giugno 1942) è un ex canottiere olandese.

## Palmarès

### Olimpiadi
- 1 medaglia:
  - 1 oro (Città del Messico 1968 nel singolo)

### Mondiali
- 1 medaglia:
  - 1 argento (Bled 1966 nel singolo)

### Europei
- 2 medaglie:
  - 2 bronzi (Duisburg 1965 nel singolo; Vichy 1967 nel singolo)